# 長唄

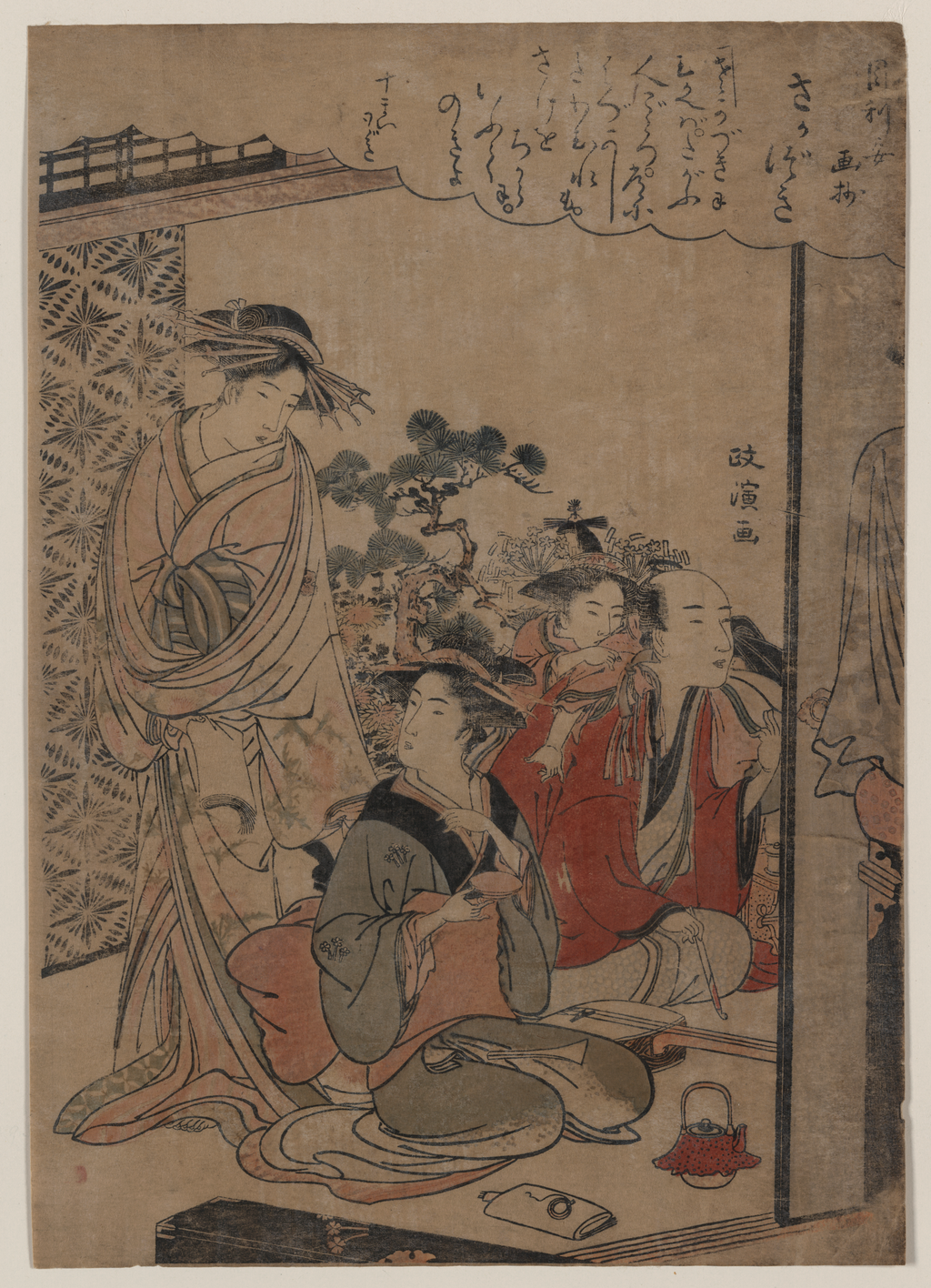
さかづき

長唄（ながうた）は、近世邦楽の一ジャンル、三味線音楽の一ジャンル、江戸の音曲の一つであり、正式名称は江戸長唄（えど ながうた）という。
またこれとは別に、地歌の一分類として上方長歌（かみがた ながうた）がある。

## 江戸長唄
江戸長唄は義太夫節など語りを中心とした「語り物」とは異なり、唄を中心とした「歌い物」、「うたもの」である。演奏は基本的に複数人の唄と三味線で成り立っているが、曲目によっては小鼓、大鼓、太鼓、笛などで構成される「お囃子」が付くこともある。また、通常の三味線パートのほかに「上調子」と呼ばれる三味線パートを持つ曲も存在する。
また、元禄期に上方歌舞伎の劇中で演出として歌われた芝居歌が源流となり、享保以降に短めの長唄として江戸歌舞伎に伝わりメリヤスと呼ばれた。しんみりとした寂しい内容と節調であり、下座の中で一人、または二人で歌われた。宝暦期以降の歌舞伎の舞台演出で流行となり、新曲がいくつも作曲された。
代表的な作詞者・作曲者には、金井三笑、初代冨士田吉次、二代目冨士田吉次、初代櫻田治助、初代杵屋正次郎、三代目杵屋正次郎、九代目杵屋六左衛門、十代目杵屋六左衛門、三代目杵屋勘五郎、初代杵屋六翁、二代目杵屋勝三郎、二代目稀音家浄観、杵屋佐吉、吉住慈恭などが挙げられる。

### 代表的な曲
- 秋色種（十代目杵屋六左衛門）
- 安宅勧進帳（三代目杵屋勘五郎）
- 安宅の松（初代富士田吉次）
- 安達ヶ原
- あたま山
- 吾妻八景（初代杵屋六翁）
- 浦島（十代目杵屋六左衛門）
- 梅の栄（三代目杵屋正次郎）
- 越後獅子（九代目杵屋六左衛門）
- 老松（初代杵屋六翁）
- お七吉三
- 傀儡師（十代目杵屋六左衛門）
- 勝三郎連獅子（二代目杵屋勝三郎）
- 寒山拾得（坪内逍遥・吉住慈恭・二代目稀音家浄観）
- 官女
- 勧進帳（初代杵屋六翁）
- 神田祭（吉住慈恭・二代目稀音家浄観）
- 喜三の庭
- 菊づくし
- 岸の柳（三代目杵屋正次郎）
- 紀州道成寺（三代目杵屋勘五郎）
- 紀文大尽（吉住慈恭・稀音家浄観）
- 蜘蛛拍子舞（初代杵屋佐吉）
- 鞍馬山
- 黒塚（四代目杵屋佐吉）
- 傾城

- 外記猿（十代目杵屋六左衛門）
- 源氏十二段
- 元禄花見踊（三代目杵屋正次郎）
- 小鍛冶
- 胡蝶
- 五郎時致（十代目杵屋六左衛門）
- 鷺娘
- 五月雨（四代目杵屋佐吉）
- 汐汲
- 四季の山姥（十一代目杵屋六左衛門）
- 時雨西行
- 賤機帯
- 七福神
- 石橋（十代目杵屋六左衛門）
- 正次郎連獅子（三代目杵屋正次郎）
- 新曲浦島（坪内逍遥・五代目杵屋勘五郎・十三代目杵屋六左衛門）
- 末広がり
- 助六
- 高尾懺悔（杵屋新右衛門）
- 巽八景（十代目杵屋六左衛門）
- 多摩川
- 竹生島（十一代目杵屋六左衛門）
- 鶴亀（十代目杵屋六左衛門）
- 綱館（三代目杵屋勘五郎）
- 手習子（初代杵屋正次郎）
- 常磐の庭

- 鳥羽絵（十代目杵屋六左衛門）
- 鳥羽の恋塚（半井桃水・吉住慈恭）
- 供奴（十代目杵屋六左衛門）
- 楠公
- 二人椀久
- 橋弁慶（三代目杵屋勘五郎）
- 花の友
- 羽根の禿
- 雛鶴三番叟
- 船弁慶
- 藤娘
- まかしょ（二代目杵屋佐吉）
- 松の緑（初代杵屋六翁）
- 都鳥
- 都風流（久保田万太郎・吉住慈恭・稀音家浄観）
- 娘道成寺（初代杵屋彌三郎）
- 娘七種
- 桃太郎
- 座頭
- 島の千歳（五代目杵屋勘五郎）
- 春興鏡獅子（三代目杵屋正次郎）
- 吉原雀
- 若菜摘
- わらべ鶯

### 楽譜の種類
- 文化譜（赤譜とも）
  - 三線譜とも。大正期に杵家彌七(4代目)が夫の赤星國清とともに考案したもの。各糸の開放弦を0とし、三味線の勘所を半音ずつ1,2,3,#(3#とも),4,5,6,7,8,9,♭(10♭とも),10......と表記し、0〜10で1オクターブとしたもの。横書き。
- 研精会譜
  - 又は小十郎譜とも。大正年間に四代目吉住小三郎の弟子、吉住小十郎によって開発された記譜法により編纂される。縦書き。1 - 7の数字を西洋音階のド - シに当てはめ、基本的に四分の二拍子で表記される。オクターブは数字の右（1オクターブ上）と左（1オクターブ下）に付く「・」で表す（最低音は・7）。
- 青柳譜
  - 昭和期に研精会に所属していた杵屋彌之介により発案され、名前も彼の本名から取られる。研精会譜を発展させたもので、一の糸・二の糸・三の糸を模した三本の縦線上に、三味線の譜を研精会譜と同じスケールの数字で表記したもの。研精会譜で三味線を弾く場合、指遣いや演奏する糸が分かりにくい、というデメリットを解消した記譜法。縦書き。
- 栄二譜
  - 昭和期に杵屋栄二が稀曲や黒御簾音楽の記録保存用として発案した表記法。研精会譜、青柳譜とは別個で発案されたものの、表記法は研精会譜などに類似しており、研精会譜の1〜7をヒ、ト、フ、タ、ミ、ヨ、ヤ、イ、ツ、ム、ネ、ナの12文字で表記したもの。オクターブ上の音には研精会譜のように付点をつける。また、一の糸を変体がな、二の糸をひらがな、三の糸をカタカナで表記することにより、一目でどの糸でどの音を弾くのか判別しやすいようにした。研精会譜・青柳譜とは違い一般的な刊行はされておらず、幕内側の記録保存としての譜面として主に用いられている。
- 佐吉譜
- 杵勝譜

### 近代の名人
- 松永和風
- 二代目稀音家浄観
- 吉住慈恭
- 杵屋佐吉
- 十四代目杵屋六左衛門
- 六代目芳村伊十郎
- 七代目芳村伊十郎
- 芳村五郎治
- 杵屋栄蔵
- 杵屋栄二
- 杵屋栄次郎

- 三代目今藤長十郎
- 山田抄太郎
- 杵屋勝東治
- 杵屋勝太郎
- 松島庄三郎
- 松島寿三郎
- 柏　伊三郎
- 日吉小三八
- 杵屋佐登代
- 今藤綾子

## 上方長歌
上方長歌（上方長唄とも）は、地歌の楽式、曲種の一つ。江戸時代中期以降に上方を中心に行われている長編の三味線を伴奏とする三味線歌曲。地歌と箏曲や胡弓との不可分な結びつきにより、三曲合奏編成により演じられることも多い。地歌のみならず三味線音楽のもっとも古い形式である三味線組歌に次ぐものとして、長い歴史を有している。
もともと元禄の頃に江戸の浅利検校、佐山検校らによって作られ始めた。
組歌は、基本的に互いに脈絡のないいくつかの短い歌の組み合わせによって成り立っている。それに対し、長歌は終始一貫して筋を通した内容であり、それを最大の特徴とする。また、曲の途中で三味線の調弦を変えること、かなりまとまった間の手を持つことなどが特徴であるが、長歌の範疇に含められる曲は各流派、地域により多少違いがある。
その内容はさまざまだが、名所や器物、植物などの名を連ねた「尽し」や、劇的な内容を持つものもあり、詞章は雅文調ではあるが、部分的にくだけた文句が挿入されている曲も多い。
本来、地歌は盲人音楽家による純音楽で、劇場や舞踊とは比較的関係の薄いものであるが、虎沢検校が浄瑠璃を始めたこともあるように、決して関係がないわけではなく、地歌の長歌曲でも、元禄年間に活躍した京都の岸野次朗三は晴眼者で京阪の歌舞伎の三味線方として活躍した人物であり、彼の作品の多くは歌舞伎舞踊の伴奏用に作られたものである。
このような長歌から、舞台音楽の「江戸長唄」が分かれたと考えられている。
こののち、野川流の祖である大阪の野川検校の作品がおおいにもてはやされ、藤永検校や小野村検校らも長歌物の作曲を行い、さらに京流手事物の作曲で有名な、京都の松浦検校、菊岡検校らによっても長歌曲が作られている。
また長歌からは、歌よりも手事に重きを置く楽曲形式である「手事物」が生まれ、現在の地歌の主要な演目となっている。また手事物はのちに長唄にも影響を与え、「越後獅子」「秋色種」「吾妻八景」などの曲が生まれている。

### 代表的な曲
- つつじ（佐山検校）
- 桜尽し（佐山検校）
- 古松風（岸野次朗三）
- こんかい（岸野次朗三）
- 古道成寺（岸野次朗三）
- 松尽し（藤永検校）
- 江戸土産（津山検校）
- 竹生島(地歌)（菊岡検校）
- 老松(地歌)（菊岡検校）